# Kanupflanzen
Als Kanupflanzen bezeichnet man Pflanzen, die die antiken Polynesier aus ihrem ursprünglichen Siedlungsgebiet in Auslegerkanus mitnahmen und auf anderen Pazifikinseln einführten. Die bewusste Einführung von Saatgut oder Jungpflanzen in neue Lebensräume bezeichnet man als Ethelochorie.
Die Bezeichnung Kanupflanze wird insbesondere im Zusammenhang mit der polynesischen Besiedlung Hawaiʻis vor 1.700 Jahren verwendet.
Die folgenden Pflanzen gelten als Kanupflanzen auf Hawaiʻi:
| - Aleurites moluccana (kukui, Lichtnuss oder Kerzennuss) - Alocasia macrorrhiza (ʻape, Riesenblättriges Pfeilblatt oder Riesen-Taro) - Artocarpus altilis (ʻulu, Brotfrucht) - Bambusa vulgaris (ʻohe, Gemeiner Bambus) - Broussonetia papyrifera (wauke, Papiermaulbeere) - Calophyllum inophyllum (kamani, Rosenholz) - Cocos nucifera (niu, Kokosnuss) - Colocasia esculenta (kalo, Taro) - Cordia subcordata (kou, Kordie) - Cordyline fruticosa (kī, Keulenlilie) - Curcuma domestica (ʻōlena, Kurkuma) - Dioscorea alata (uhi, Yams) | - Hibiscus tiliaceus (hau, Lindenblättriger Eibisch) - Ipomoea batatas (ʻuala, Süßkartoffel) - Lagenaria siceraria (ipu, Flaschenkürbis) - Morinda citrifolia (noni, Indische Maulbeere) - Musa (maiʻa, Banane) - Pandanus tectorius (hala, Pandanus) - Piper methysticum (ʻawa, Kava) - Saccharum officinarum (kō, Zuckerrohr) - Syzygium malaccense (ʻōhiʻa ʻai, Wasserapfel) - Tacca leontopetaloides (pia, Ostindische Pfeilwurz) - Thespesia populnea (milo, Portiabaum) - Touchardia latifolia (olonā, Brennnessel) - Zingiber zerumbet (ʻawapuhi, Muschel-Ingwer) |  |

Samen- und Pollenproben aus der Makauwahi-Höhle auf Kauaʻi belegen, dass Pandanus und Kordien bereits vor der Ankunft der Polynesier auf Hawaiʻi wuchsen. Außerdem fand man auf Laysan fossile Pollen der Kokospalme, was aber keineswegs ausschließt, dass Polynesier zusätzliche Samen und Jungpflanzen auf die Inseln brachten.